# Gneu Octavi Rufus (qüestor 107 aC)
Gneu Octavi Rufus (llatí: Gnaeus Octavius Rufus) va ser un magistrat romà del segle ii aC. Formava part de la gens Octàvia, una antiga família romana d'origen plebeu.
Va ser qüestor l'any 107 aC i el van enviar a Àfrica amb el pagament de les tropes de Gai Màrius, Després va retornar a Roma acompanyant als ambaixadors que el rei Boccus I de Mauritània havia enviat al Senat. El cognomen que ofereixen la majoria de manuscrits de Sal·lusti és Ruso, però aquesta forma no existeix dins de la gens Octàvia, i probablement s'hauria de llegir Rufo (en nominatiu Rufus).
Hi ha autors que l'identifiquen amb el Gneu Octavi que va ser cònsol l'any 87 aC.